# Волков, Дмитрий Владимирович
Волков Дмитрий Владимирович (род. 6 марта 1983, Орловская область) — российский муниципальный деятель, глава городского округа Красногорск, бывший глава городского округа Кашира.

## Биография
Родился 6 марта 1983 года в Орловской области. В 2005 году закончил Орловский государственный институт экономики и торговли по специальности «Финансы и кредит», в 2010 — Академию народного хозяйства при правительстве Российской Федерации по программе подготовки управленческих кадров.
Работал в Видновском профессиональном колледже, затем — директором профессионального училища № 115 города Домодедово.
В 2014—2016 годах — начальник Управления образования администрации Ленинского района. С апреля 2016 года − первый заместитель главы администрации Ленинского района.
С апреля 2020 по ноябрь 2021 года — глава городского округа Кашира. С ноября 2021 года — исполняющий обязанности, а затем Глава городского округа Красногорск Московской области.

## Семья
Женат, воспитывает троих детей.